# Европа ста флагов
«Европа ста флагов» (фр. L’Europe aux cent drapeaux) — культурно-политическая концепция, выдвинутая бретонским националистом Яном Фуэре в его эссе под одноимённым заглавием, опубликованном в 1968 году. Фуэре предлагал перекроить границы европейских государств таким образом, чтобы они напоминали карту региона в Средние века, что подразумевает, в частности, обретение государственности такими малыми народами, как баски, бретонцы и фламандцы. Мыслитель был выразителем идей регионализма и европейского федерализма, которые, как он считал, могли бы противостоять национализму крупных гражданских наций. Границы европейских стран, согласно его видению, должны быть приведены в соответствие с границами этнически однородных и «аутентичных» исторических регионов. Эти этнически «чистые» государства затем должны быть включены в «постлиберальную общеевропейскую структуру».
Фуэре поддержали многие ультраправые ― в частности, представители идентитарного движения и «новые правые». Предлагаемая им концепция была охарактеризована как «мультикультурализм правых», основанный на исключительности, однородности и этноплюрализме. «Оксфордский справочник радикальных правых» описывает её как незначительное отклонение от привычной линии приверженности этническому национализму со стороны ультраправых. Политолог Альберто Спекторовски назвал «Европу ста флагов» уловкой со стороны ультраправых, которые с одной стороны изъявляют готовность публично признать почётный статус чужеземцев, а с другой ― не желают дать им возможность ассимилироваться или обрести политическую власть. Также идеи Фуэре называют выражением «ультрарегионализма» ― своеобразного переосмысления идеологий ультранационализма и фашизма.
Радикальная федералистская концепция разделения Европы на небольшие самоуправляемые регионы была выдвинута ещё графом Хельмутом Джеймсом фон Мольтке, одним из членов кружка Крейзау ― подпольной группы, выступавшей против Адольфа Гитлера и нацистского режима. В ней он усматривал возможную новую политическая систему для континента после свержения нацистского режима.